# بدر الدجى تشودري
أبو القاسم محمد بدر الدجى تشودري (بالإنجليزية: A. Q. M. Badruddoza Chowdhury) (11 أكتوبر 1930 - 5 أكتوبر 2024)) شغل منصب رئيس بنغلاديش من 14 نوفمبر 2001 حتى استقالته في 21 يونيو 2002. وهو الأمين العام المؤسس للحزب الوطني البنغلاديشي.
هو أيضًا طبيب، وناشط ثقافي سابق، ومؤلف، وكاتب مقالات، وكاتب مسرحي، ومقدم برامج تلفزيونية، وخطيب. حصل على جائزة التلفزيون الوطني في عام 1976.

## مسيرته
وُلد تشودري في منزل جده للأم في مدينة كوميلا. حصل على شهادة المدرسة الثانوية من مدرسة سانت غريغوري في عام 1947، وشهادة الثانوية العامة من كلية دكا في عام 1949. حصل على درجة بكالوريوس الطب والجراحة من كلية دكا الطبية في 1954-1955. كان والده كفيل الدين تشودري زعيماً سياسياً لرابطة عوامي، وهو أمين عام سابق للجبهة المتحدة، وكان يشغل منصب وزير في حكومة مقاطعة الجبهة المتحدة لباكستان الشرقية آنذاك. والدته هي صوفيا خاتون.

### المجال الطبّي
بدأ تشودري حياته المهنية في مهنة الطب. شغل منصب أستاذ مساعد في الطب في كلية الطب في راجشاهي في عام 1964 وكلية طب سير سليم الله خلال 1964-1970، وأستاذ الطب في كلية سيلهيت الطبية في عام 1970. شغل منصب رئيس الجمعية الوطنية لمكافحة السل في بنغلاديش (NATAB)، ورئيس الاتحاد الدولي لمكافحة أمراض الرئة (IUATLD) في منطقة آسيا والمحيط الهادئ.

### المجال السياسي
متأثرا بأفكار ضياء الرحمن، دخل بدر الدجى المجال السياسي كأمين عام للحزب الوطني البنغلاديشي خلال سنواته الأولى. فاز في الانتخابات البرلمانية لعام 1979 كمرشح للحزب الوطني البنغلاديشي من مونشيجاني وشغل منصب وزير في الحكومة خلال الأعوام 1979-1982. عندما فاز الحزب الوطني البنغلاديشي مرة أخرى في الانتخابات البرلمانية في عام 1991، بعد فترة قصيرة شغل فيها وزيرا للشؤون التعليمية والثقافية، تم تعيينه نائباً لرئيس مجلس النواب في البرلمان البنغلاديشي.
تم تعيين تشودري وزيراً للخارجية البنغلاديشية عندما وصل الحزب الوطني إلى السلطة في عام 2001. وفي نوفمبر 2001، تم انتخابه رئيسًا لبنغلاديش من قبل أعضاء جاتيو سانجشاد. بعد سبعة أشهر، تسببت واقعة قراره - بعدم زيارة قبر مؤسس الحزب الوطني ضياء الرحمن في ذكرى وفاته- في استفزاز أعضاء الحزب، واتهموه بخيانة الحزب. في يونيو 2002، استقال تشودري من منصبه.